# 加古川市立平岡南中学校
加古川市立平岡南中学校（かこがわしりつ ひらおかみなみちゅうがっこう）は、兵庫県加古川市にある公立中学校。

## 概要
加古川市立平岡南中学校は、加古川市平岡町南部を校区とする公立中学校である。ほとんどの生徒は、校区内にある加古川市立平岡小学校、加古川市立平岡南小学校より進学する。

## 沿革

### 経緯
加古川市立平岡中学校の生徒増加により、校区を分離して誕生した。

### 年表
- 1983年4月1日 - 加古川市立平岡南中学校として開校

## 学校行事
| - 4月 - 始業式・入学式・家庭訪問 - 5月 - 校外学習・修学旅行・中間テスト - 6月 - 期末テスト | - 7月 - 個人懇談・終業式 - 8月 - 心肺蘇生法講習会・まつりボランティア清掃 - 9月 - 始業式・体育大会 | - 10月 - 中間テスト - 11月 - トライやる・ウィーク・期末テスト - 12月 - 三者懇談・終業式 | - 1月 - 始業式・野外活動 - 2月 - ものづくり体験教室・学年末テスト - 3月 - 修了式 |

## 生徒会活動
- 生活委員会
- 学習委員会
- 保健体育委員会
- 環境委員会
- 図書委員会
- 厚生委員会

## 部活動

### 運動部
- 野球部
- ソフトテニス部
- バスケットボール部
- 女子バレーボール部
- バドミントン部
- 陸上競技部
- 剣道部
- 卓球部

### 文化部
- 吹奏楽部
- 文化総合部

## 通学区域
- 加古川市
  - 野口町二屋354～356、359～368、105-2、350、352、358
  - 平岡町高畑140-1～140-3、141、143、173(173-4を除く)、174-4～174-7、175、176、184、186、199-3～199-12、202-3～202-7、205～207、209-5～209-9
  - 平岡町山之上
  - 平岡町二俣
  - 平岡町中野
  - 平岡町八反田
  - 平岡町一色
  - 平岡町一色西1丁目
  - 平岡町一色西2丁目
  - 平岡町一色東1丁目
  - 平岡町一色東2丁目
  - 平岡町一色東3丁目
  - 別府町別府548-1、579、584-1、635、639-1、651～751、897-8、897-12、897-15
  - 別府町西脇116-2

## 進学前小学校
- 加古川市立平岡小学校
- 加古川市立平岡南小学校
- 加古川市立平岡東小学校

## 校区内の主な施設
- 加古川東郵便局

## 交通アクセス
- JR西日本山陽本線東加古川駅より約1.8kｍ（徒歩21分）

## 出身者
- 後藤夢（中距離走選手）

## 通学区域が隣接している学校
- 加古川市立平岡中学校
- 加古川市立中部中学校
- 加古川市立別府中学校
- 播磨町立播磨中学校